# Полк генерала де ла Рея
Полк генерала де ла Рея (англ. General de la Rey Regiment) — резервное тактическое механизированное формирование Сухопутных войск Южно-Африканской Республики.

## Формирование
Полк де ла Рея был создан в 1934 году как одно из новых африкаансоязычных подразделений Союзных сил обороны ЮАС.
На полковой эмблеме изображена львиная голова в память о бурском генерале Коосе де ла Рее, «Льве Запада» (Lion of the West), в честь которого назван полк.
После Второй англо-бурской войны штаб батальона находился в Рюстенбурге в Трансваале. Подразделения располагались в Почефструме, Клерксдорпе и Фентерсдорпе, а рота поддержки — в Бритсе.
Миссис Дж. Э. Моркель, дочь генерала де ла Рея, стала первым почётным командиром полка.
Полк был присоединён к Нортгемптонширскому полку британской армии.

## Вторая мировая война
Полк был призван на действительную службу 18 июля 1940 года.
Полк был объединён с Витватерсрандским стрелковым полком. После обучения в Египте новое подразделение (WR/DLR) сделало себе имя в качестве одного из моторизованных батальонов 12-й моторизованной бригады 6-й бронетанковой дивизии ЮАС в Итальянской кампании союзников 1944—45 годах.
Почти всю итальянскую кампанию полком командовал подполковник Джек Бестер, пока его не назначили командовать недавно сформированной 13-й моторизованной бригадой.
Полк особенно отличился при взятии Аллероны 15 июня 1944 года, в боях на Монте-Кверчиабелла и Монте-Фили, а также при форсировании реки Греве в июле 1944 года.
WR/DLR были первыми на Монте-Станко на Апеннинах в октябре 1944 года и добились впечатляющего успеха в последнем наступлении в Италии, когда они взяли вершину Монте-Капрара (Monte Caprara) 16 апреля 1945 года.
Военные потери подразделения были одними из самых тяжёлых в дивизии. Во время итальянской кампании 119 солдат были убиты, 576 ранены и 17 числятся пропавшими без вести в бою.
1 января 1960 года полк был переименован в «Полк Вэс-Трансвааль» (Regiment Wes-Transvaal) со штаб-квартирой в Потчефструме. После возражений и напряжённых усилий 1 сентября 1966 года полку вернули свое первоначальное наименование «Полк де ла Рей».

## Пограничная война
Полк участвовал в пограничной войне, также известной как Намибийская война за независимость, конфликте, который происходил с 1966 по 1989 год в Юго-Западной Африке (ныне Намибия) и Анголе между ЮАР и её союзными силами (в основном УНИТА) и правительством Анголы, СВАПО и их союзниками Советским Союзом и Кубой.

### Операция «Пакер»
Операция «Хупер» (Hooper), в которой основными участниками были Постоянные силы (Permanent Force) и военнослужащие Национальной службы (National service), официально завершилась 13 марта 1988 года. Призыв гражданских сил обеспечил пополнение сил ЮАСО-УНИТА, которым было поручено выдавить силы Народных вооружённых сил освобождения Анголы (ФАПЛА) из Квито-Кванавале. Это введение свежих войск позволило операции «Хупер» плавно перейти в операцию «Пакер». Цель операции состояла в том, чтобы отбросить объединённые силы ФАПЛА/Кубы обратно через реку Квито на западный берег.
Основная штурмовая группа, которая должна была «выбросить врага» за реку Тумпо, впадающую в Квито, состояла из 13 танков «Олифант» с экипажами из Полка президента Стейна (Regiment President Steyn), эскадрона Ратель-90 из Полка Муривье (Regiment Mooirivier (RMR)), батальона механизированной пехоты из Полка де ла Рея и полка Грут Кару (Regiment Groot Karoo), трёх рот из 32-го батальона, три регулярных и два полурегулярных батальона УНИТА и ряд других подразделений.

## После 1994
Полк является одним из шести механизированных подразделений резервных сил ЮАНСО.
Полк принял участие в параде в честь 50-летия полка Муривье в Почефструме 23 июля 2004 года.
Когда 2-й пехотный батальон ЮАР, расположенный в Сирюсе, дислоцировался в Демократической Республике Конго (ДР Конго) с октября 2005 по май 2006 года, с ними была развёрнута полная рота и один миномётный взвод Полка де ла Рея.
В августе 2019 года названия 52 подразделений резервных сил были изменены, чтобы отразить разнообразную военную историю Южной Африки. Полк де ла Рея стал Полком генерала де ла Рея, и у него есть 3 года на разработку и внедрение новых полковых знаков отличия.

## Боевые почести
| Награждения Полка де ла Рея             |
| --------------------------------------- |
| Италия 1944—45 (Italy 1944-45)          |
| Кассино II (Cassino II)                 |
| Аллерона (Allerona)                     |
| Флоренция (Florence)                    |
| Монте-Кверчиабелла (Monte Querciabella) |
| Монте-Фили (Monte Fili)                 |
| Греве (The Greve)                       |
| Готская линия (Gothic Line)             |
| Монте-Станко (Monte Stanco)             |
| Монте-Сальваро (Monte Salvaro)          |
| Соле/Капрара (Sole/Caprara)             |
| Долина реки По (Po Valley)              |
| Мост Кампосанто (Campo Santo Bridge)    |

## Эмблемы

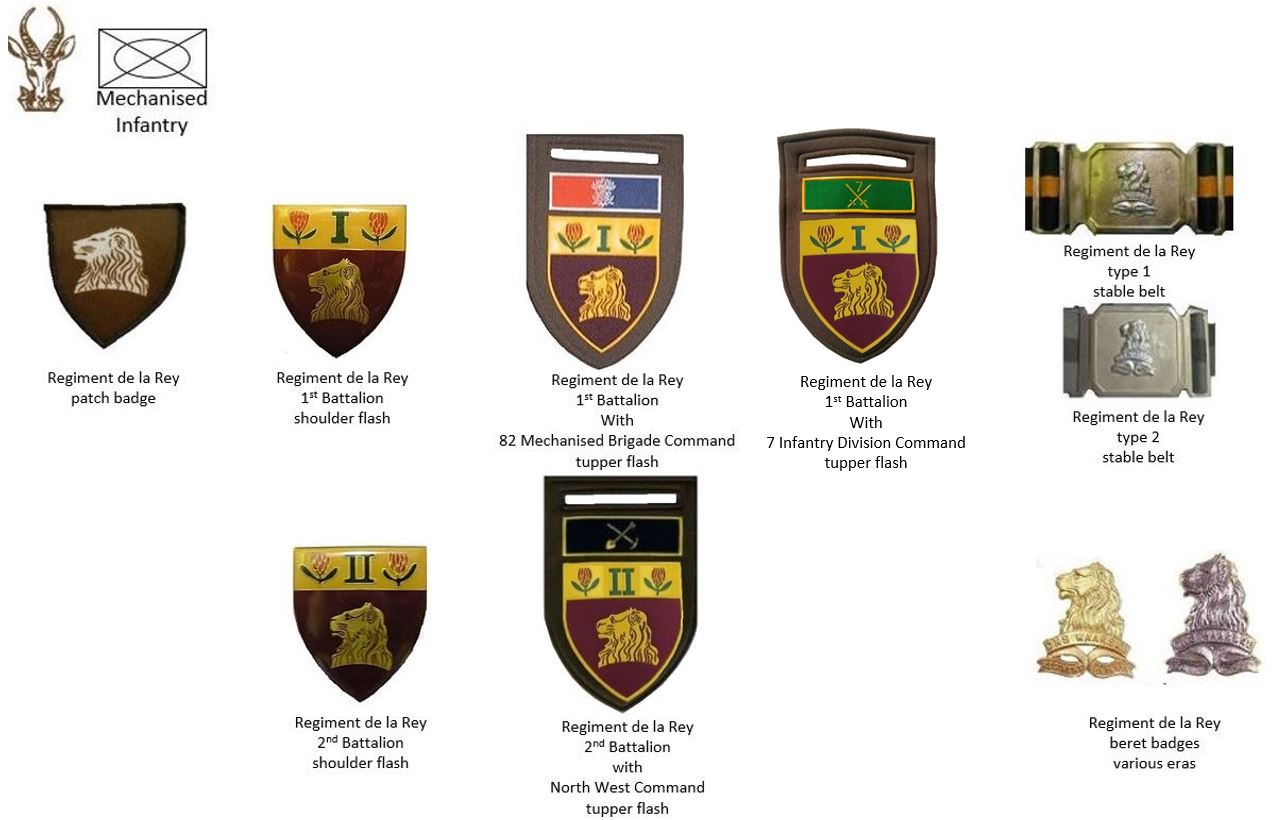
Эмблемы эпохи Союзных сил обороны
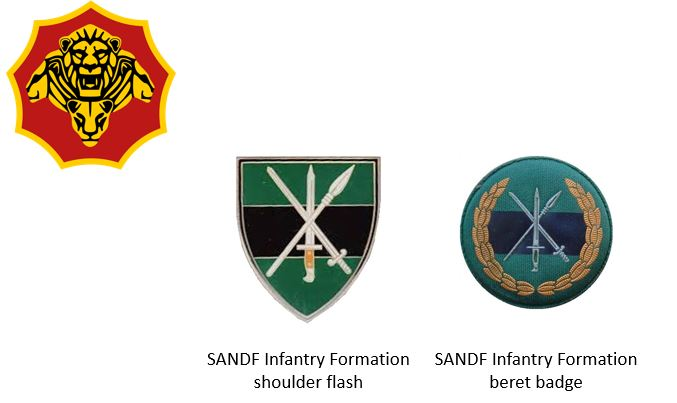
Эмблемы эпохи Южно-Африканских национальных сил обороны